# Spedizione di Waddan
La spedizione di Waddan ebbe luogo il 12º giorno di Rajab del secondo anno dell'Egira o in Safar dello stesso anno. Maometto guidò una forza di 70 uomini e, giunto a Waddan, i Quraysh non erano presenti. Tuttavia, i Banu Damrah incontrarono Maometto e stabilirono un accordo di pace per la cooperazione e la sicurezza reciproche. Non ci furono combattimenti durante questa spedizione
.

## Eventi
Dopo che Maometto e i suoi seguaci emigrarono a Medina nel 622, i musulmani attaccarono alcune carovane dei Quraysh che viaggiavano dalla Siria alla Mecca. Durante la pattuglia di Waddan, una forza musulmana cercò una delle carovane dei Quraysh, ma non riuscì a ingaggiarla. La spedizione incontrò nella zona un gruppo di uomini del clan Banu Damrah della tribù Banu Kinanah, e iniziarono le trattative tra i due schieramenti. Fu allora che venne stipulato un patto di amicizia tra i musulmani e i Banu Damrah.
Secondo lo studioso musulmano Muhammad al-Zurqani, il trattato recitava:
Il trattato stabiliva che entrambe le parti non potevano attaccarsi a vicenda, unirsi a confederazioni ostili l'una all'altra o sostenere i nemici l'una dell'altra. William Montgomery Watt vedeva questo come un tentativo deliberato di Maometto di provocare i Meccani.